# Fritz!Box
Fritz!Box (Eigenschreibweise: FRITZ!Box) ist eine Fritz-Produktreihe von Routern für drahtgebundene und -lose Zugänge zu Telekommunikationsnetzen über Doppelader (DSL, Analoge Telefonie, ISDN), Koaxialkabel (DOCSIS), Lichtwellenleiter (GPON, Ethernet) und Mobilfunk (LTE, 5G).
Fritz!OS ist der Name des Betriebssystems, das auf den Fritz!Boxen installiert ist.

## Allgemeines
In Deutschland dominierte 2010 die Fritz!Box-Familie mit über 68 % Marktanteil den DSL-Endgerätemarkt. Dazu haben die deutsche Insellösung des ADSL-over-ISDN-Einsatzes sowie die hohe Verbreitung von ISDN-Endgeräten beigetragen, worauf AVM seine Produktpalette angepasst hat. Auf dem Weltmarkt stehen DSL-Endgeräte für ADSL-over-POTS und analoge Telefonschnittstelle im Fokus der Hersteller. Aber auch AVM bietet einige Modelle in einer speziellen OEM-Version für Österreich, die Schweiz und englischsprachige Regionen, die zu ADSL-over-POTS umgeschaltet werden können.
2014 lag der Marktanteil in Deutschland bei ca. 50 Prozent.
Die Fritz!Box-Familie wurde in der Fachpresse mehrfach für ihre Benutzerfreundlichkeit, Leistungsfähigkeit und ihren Funktionsumfang ausgezeichnet.

## Geschichte

### Namensherkunft
Fritz (ohne Zusatz) ist ein älteres Softwarepaket für Windows, welches bei Benutzung entsprechender Hardware Datentransfer (Fritz!data), Fax (Fritz!fax), Telefonie (Fritz!fon) sowie Interneteinwahl (Fritz!web) über den ISDN-Anschluss ermöglicht. Der Name Fritz wurde gewählt, da „ein nicht-technischer Name gesucht wurde, der auch im Ausland augenzwinkernd deutsche Wertarbeit andeuten sollte.“

### Gerät
Vorgänger der Fritz!Box ist die ISDN-Telefonanlage Fritz!x.
Die erste Fritz!Box wurde 2004 auf der Cebit vorgestellt. Dieses Gerät war erstmals DSL-fähig und verfügt neben dem DSL- noch über zwei Ethernet- sowie einen USB-B-Anschluss.
Im selben Jahr wurden auch Varianten mit WLAN- und Telefon-Adapter für IP-Telefonie eingeführt. Damit ließen sich bereits vorhandene Telefone an den Router anschließen und für IP-, ISDN sowie Analogtelefonie einsetzen. Als Betriebssystem setzt AVM auf seinen Fritz!Boxen Linux ein. Ende 2007 wurde mit der Modellbezeichnung Fritz!Box Fon WLAN 7270 erstmals ein Modell mit Texas-Instruments-UR8-Chipsatz eingeführt, während alle Modelle zuvor auf dem Texas-Instruments-AR7-Chipsatz basierten. Auf der CeBIT 2009 stellte AVM die Fritz!Box Fon WLAN 7390 vor, welche nach zwei OEM-Modellen und der in Deutschland ebenfalls nur als OEM-Gerät erhältlichen Fritz!Box Fon WLAN 7570 VDSL erstmals VDSL und Gigabit-Netzwerkleitungen unterstützt. W722 und 7390 verwenden einen neuen Chipsatz Fusiv Vx180 von Ikanos. Bereits vor Eröffnung der CeBIT 2010 hat AVM in einem Newsletter die Fritz!Box WLAN 3370 und die Fritz!Box Fon WLAN 6360 vorgestellt. 2014 wurde auf der CeBIT erstmals seit der Fritz!Box ATA eine Box für FTTH-Anschlüsse, also für den Einsatz als „Glasfasermodem“ ONT (Optical Network Termination), der Öffentlichkeit präsentiert.
Am 11. November 2016 wurde in den Vereinigten Staaten die Top-Level-Domain .box freigeschaltet, worauf es beim Aufruf von Fritz!Boxen zu Problemen kam. Im Januar 2024 registrierten Unbekannte die Domain fritz.box, über die Fritz!Boxen bisher aus dem Heimnetz aufrufbar waren. Seither sind Fritz!Box-Router über die IP-Adresse 192.168.178.1 oder die ältere Notfall-IP 169.254.1.1 aufrufbar, und die Domain fritz.box leitet auf eine fremde Seite um. Die dahinterstehenden Absichten sind nicht bekannt. Am 23. April 2024 hat die WIPO auf Antrag von AVM entschieden, dass die Domain fritz.box an AVM zu übertragen sei.

## Sicherheit
Anfang Februar 2014 wurden erfolgreiche Kaperungen der Telefonie von Fritz!Boxen bekannt, die mit massenhaft gestohlenen Kennwörtern erklärt wurden. Einige Tage später wurde erklärt, dass bei aktiviertem Fernzugang wider Erwarten gar kein Kennwort zur vollkommenen Übernahme jeglicher Fritz!Box erforderlich sei, und als AVM nach weiteren drei Tagen übers Wochenende ein Update gegen diese Sicherheitslücke lieferte, wurde es in namhafter deutscher Fachpresse ausgiebig gelobt. Nach einigen weiteren Tagen offenbarten Journalisten, dass die Sicherheitslücke auch ohne aktivierten Fernzugang jahrelang bestanden hatte und ihre Ausnutzung nur einer einfachen präparierten Webseite bedurfte.
Laut einer Untersuchung von Heise online waren im April 2014 immer noch 34 % aller im Internet angetroffenen Fritz!Boxen (hochgerechnet mehrere Millionen) verwundbar.
Ab dem Fritz!OS 6.20 hat AVM zur Erhöhung der Systemsicherheit die Möglichkeit blockiert, parallel zur Fritz!OS-Firmware Betriebssystemerweiterungen über ein Shellskript zu installieren.

## Produktlinien
Fritz bietet unter dem Namen Fritz!Box mehrere Modellreihen an:
- Fritz!Box: Aktuelle DSL-Modelle
- Fritz!Box Cable: Geräte mit Kabelmodem
- Fritz!Box LTE: Geräte mit LTE-Modem
- Fritz!Box Fiber: Geräte für den Glasfaser-Anschluss
- Fritz!Box: Ehemalige Geräte ohne WLAN. Ursprünglich bestanden die Geräte aus einem LAN-Router mit integriertem DSL-Modem.
- Fritz!Box WLAN: Ehemalige Geräte mit zusätzlichem WLAN
- Fritz!Box Fon: Ehemalige Geräte mit zusätzlicher IP-/ISDN-/Analog-Festnetztelefonanlage
- Fritz!Box Fon WLAN: Ehemalige Geräte mit zusätzlicher IP-/ISDN/Analog-Festnetztelefonanlage und WLAN

Die neueren Produkte bieten meist eine Kombination aus WLAN nach IEEE 802.11ax, IP-Telefonie und DECT für schnurlose Telefone, sowie Datei- und Druckerserverfunktion in Verbindung mit einer Anschlussmöglichkeit für USB-Geräte (Drucker, externe Festplatten, UMTS-Sticks u. ä.). Andere Geräte wie Scanner können über das Programm für den USB-Fernanschluss direkt an einen Windows-PC durchgereicht werden.

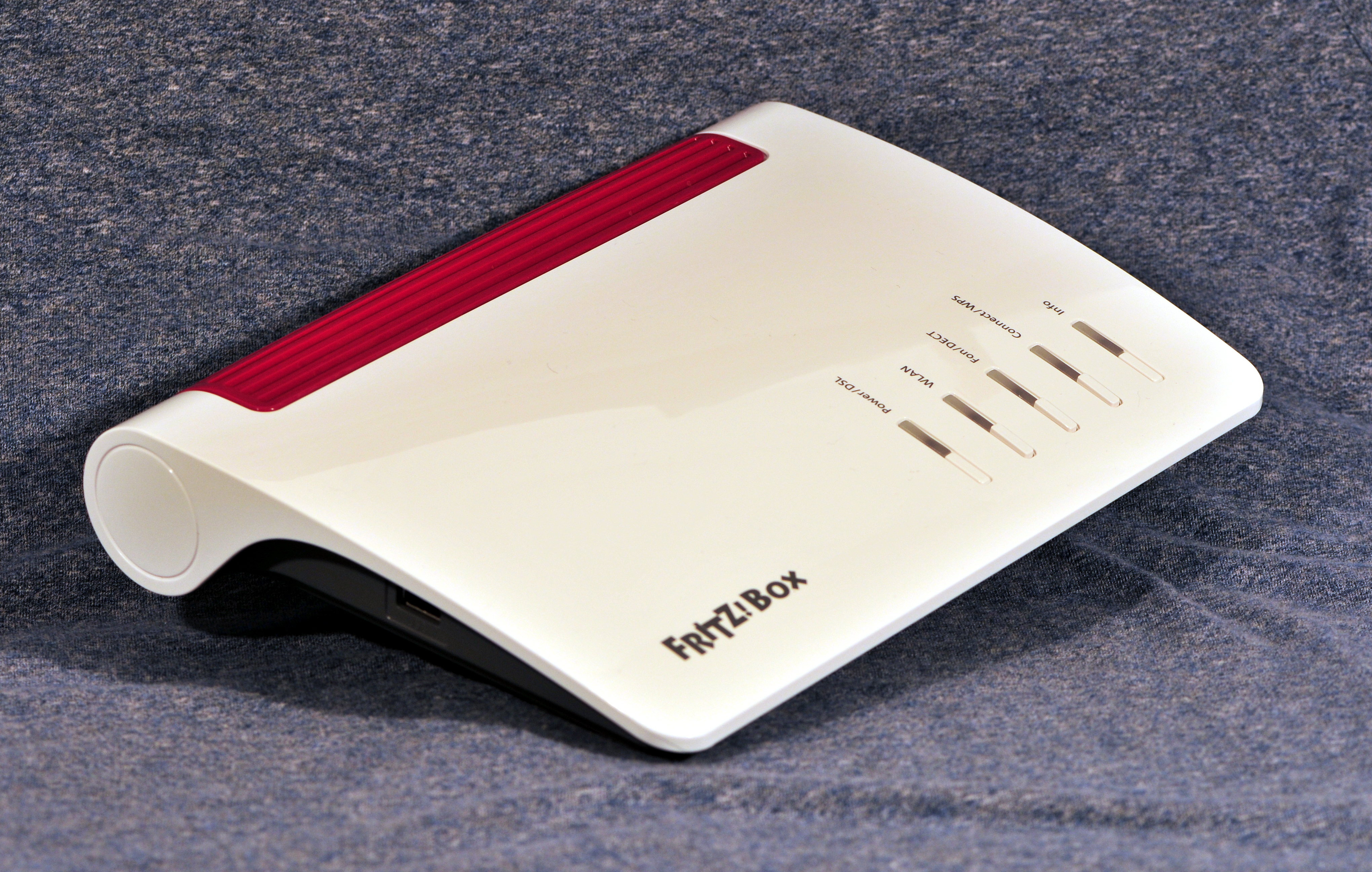
Fritz!Box 7590 (2017)
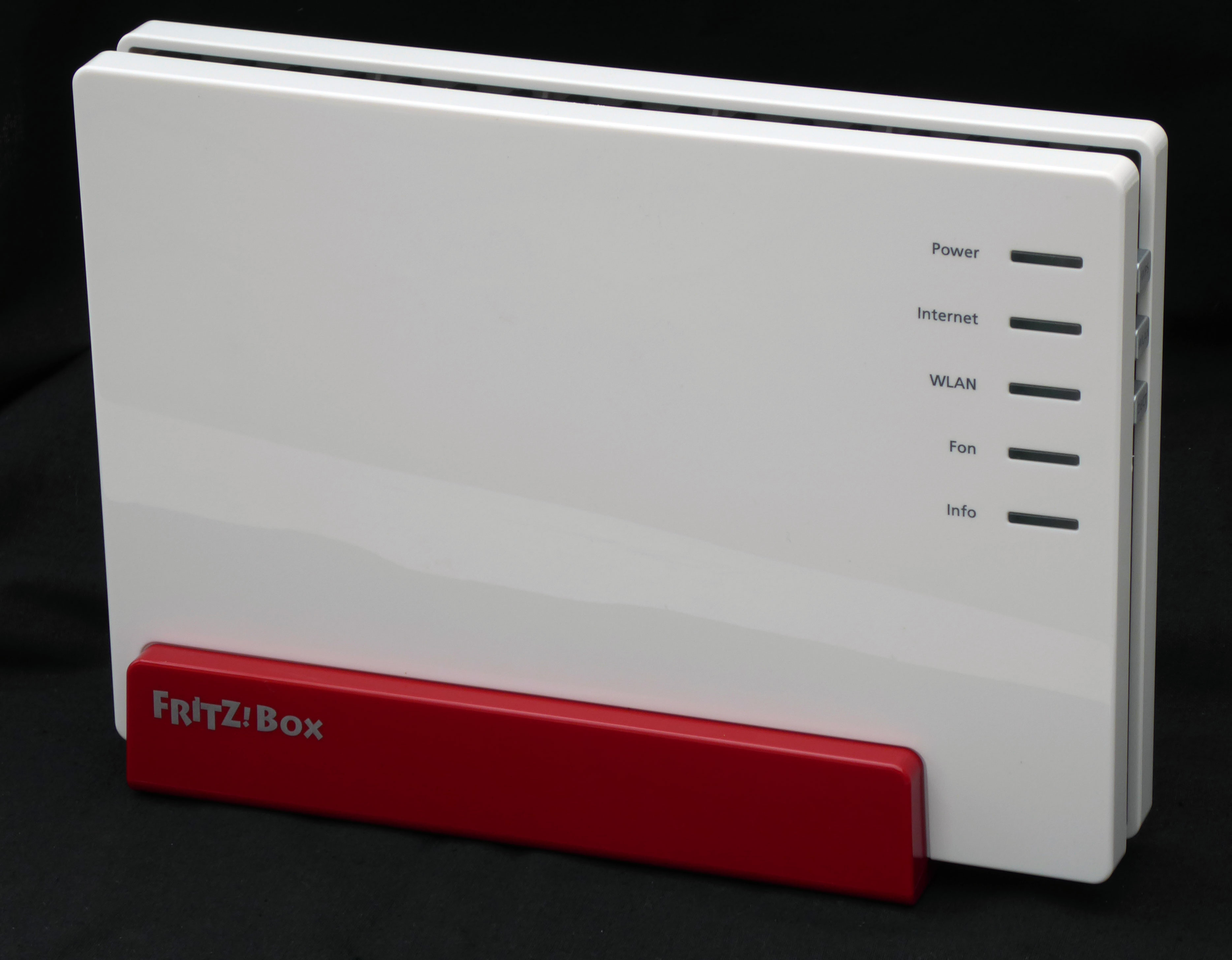
Fritz!Box 7581 (2016)
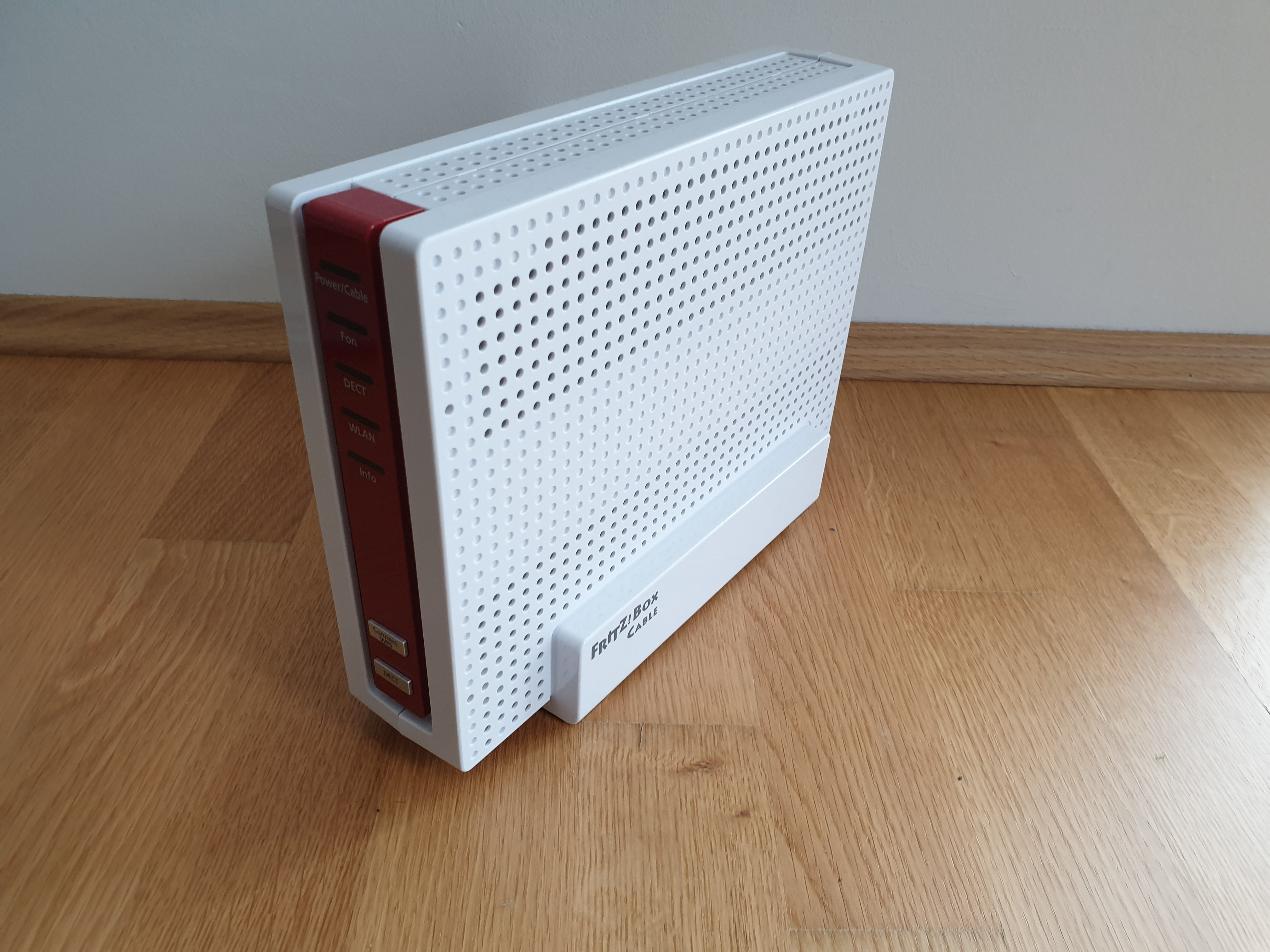
Fritz!Box 6590 Cable (2015)
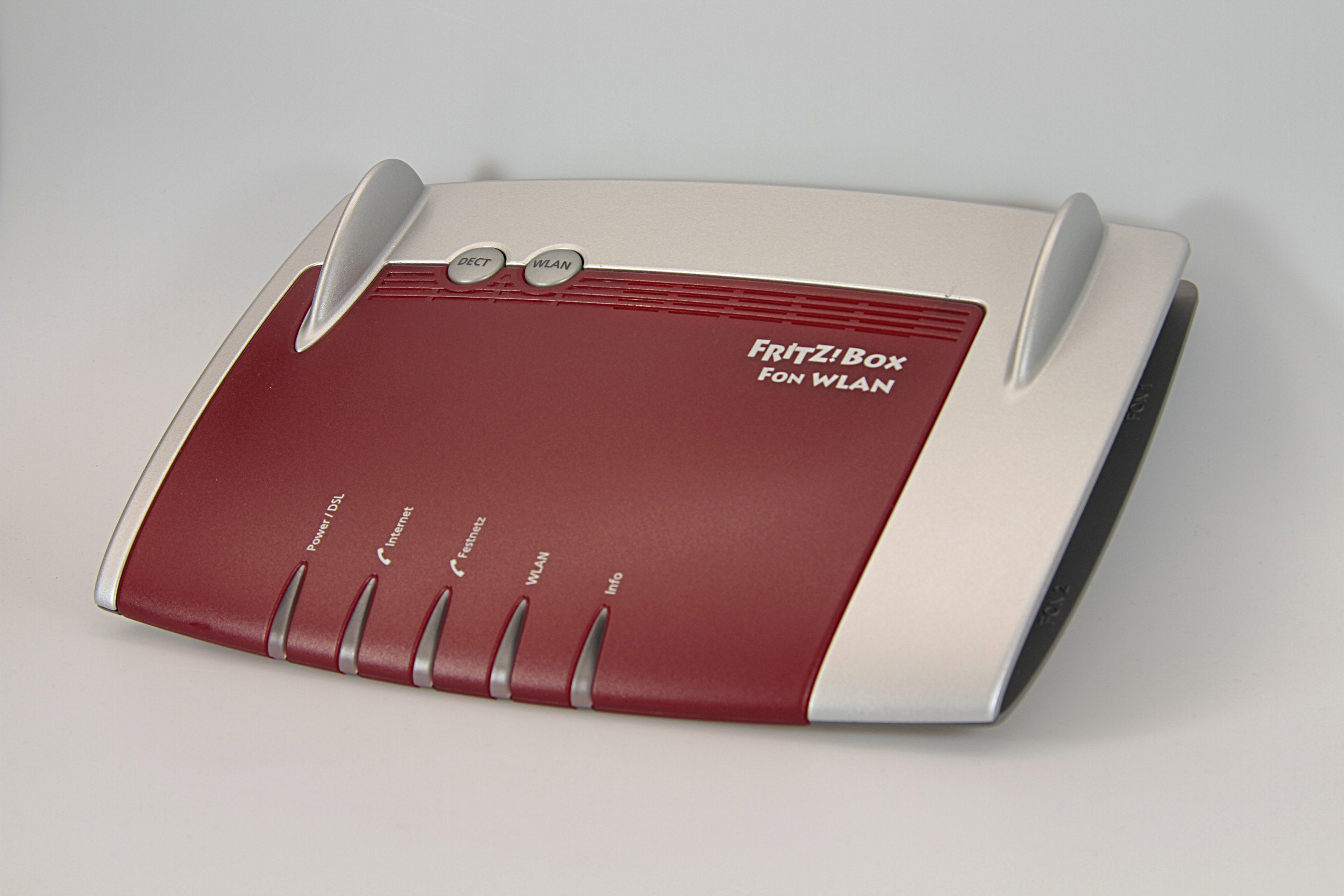
Fritz!Box 7390 (2009)
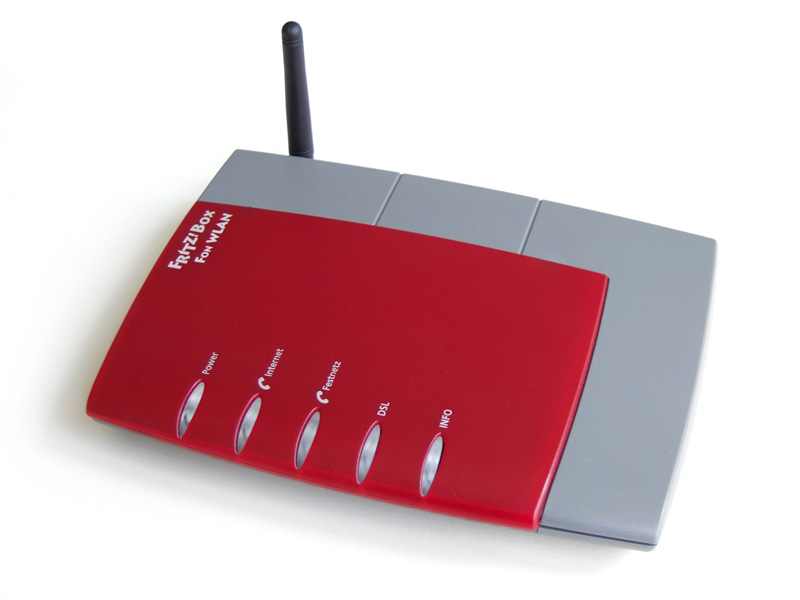
Fritz!Box Fon WLAN 7170 (2005)

## Anmerkungen zu allen Modellen

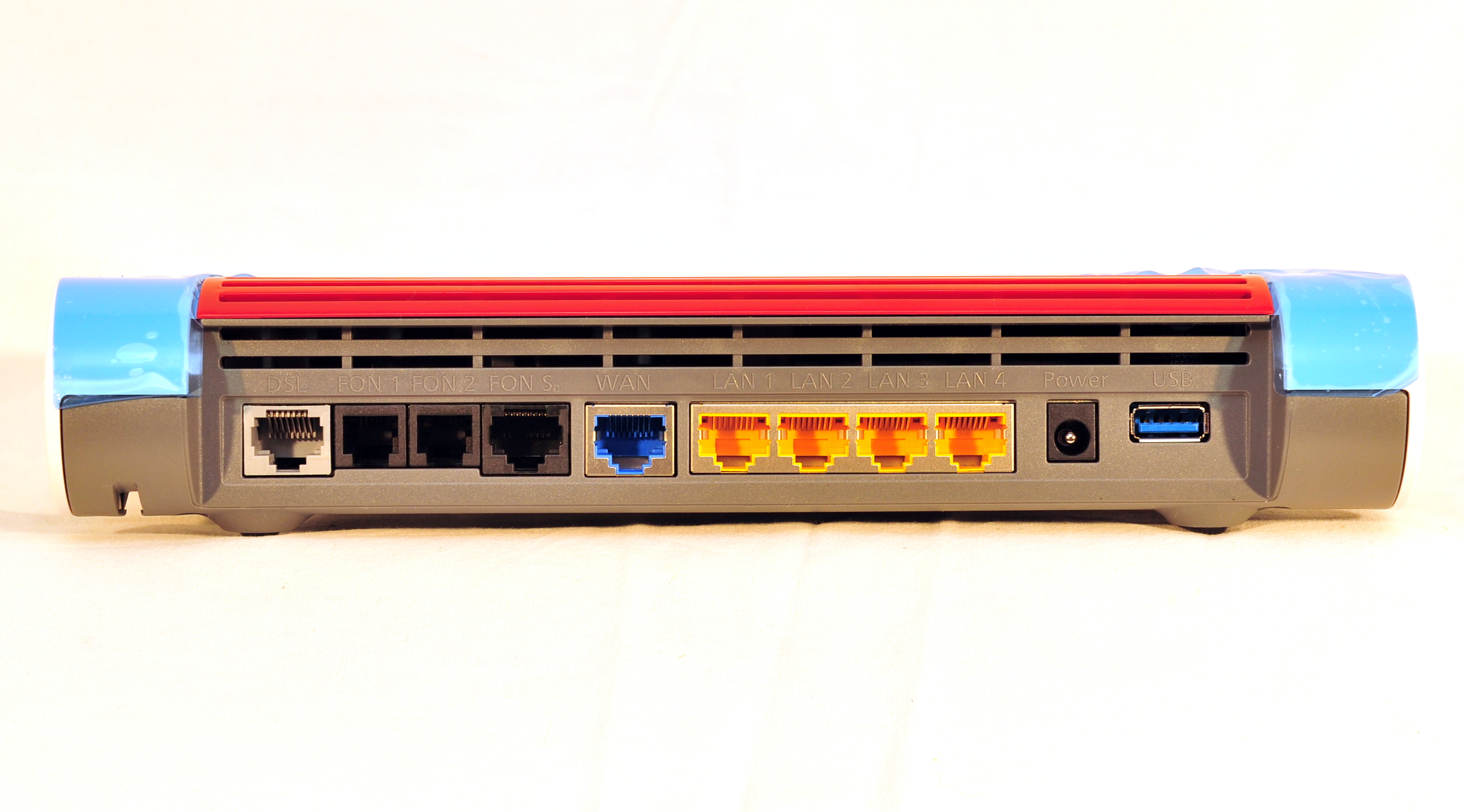
Anschlüsse der Fritz!Box 7590 (DSL)

### OEM-Versionen

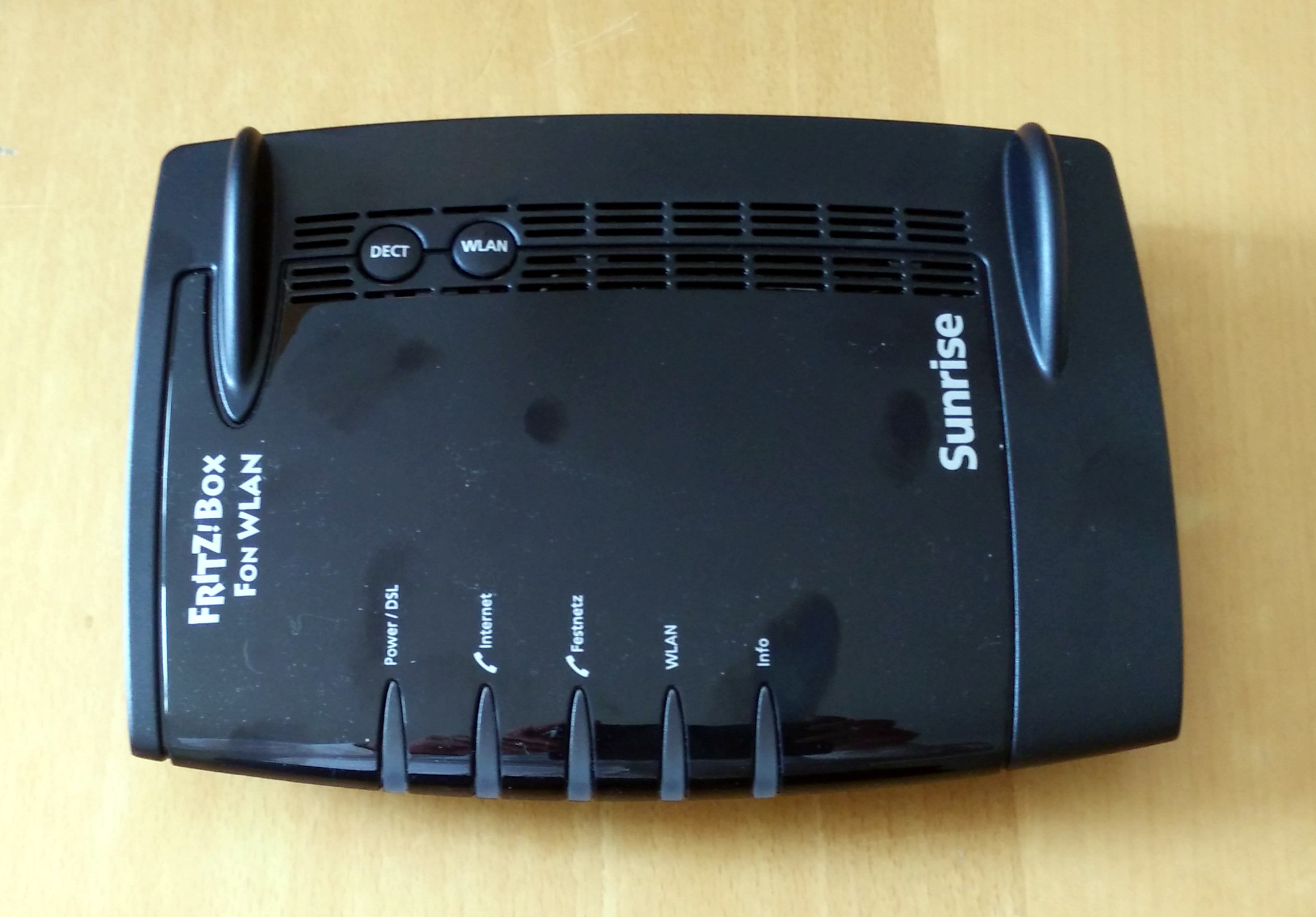
Fritz!Box Fon WLAN 7390, OEM-Version für Sunrise

#### Speed-to-fritz

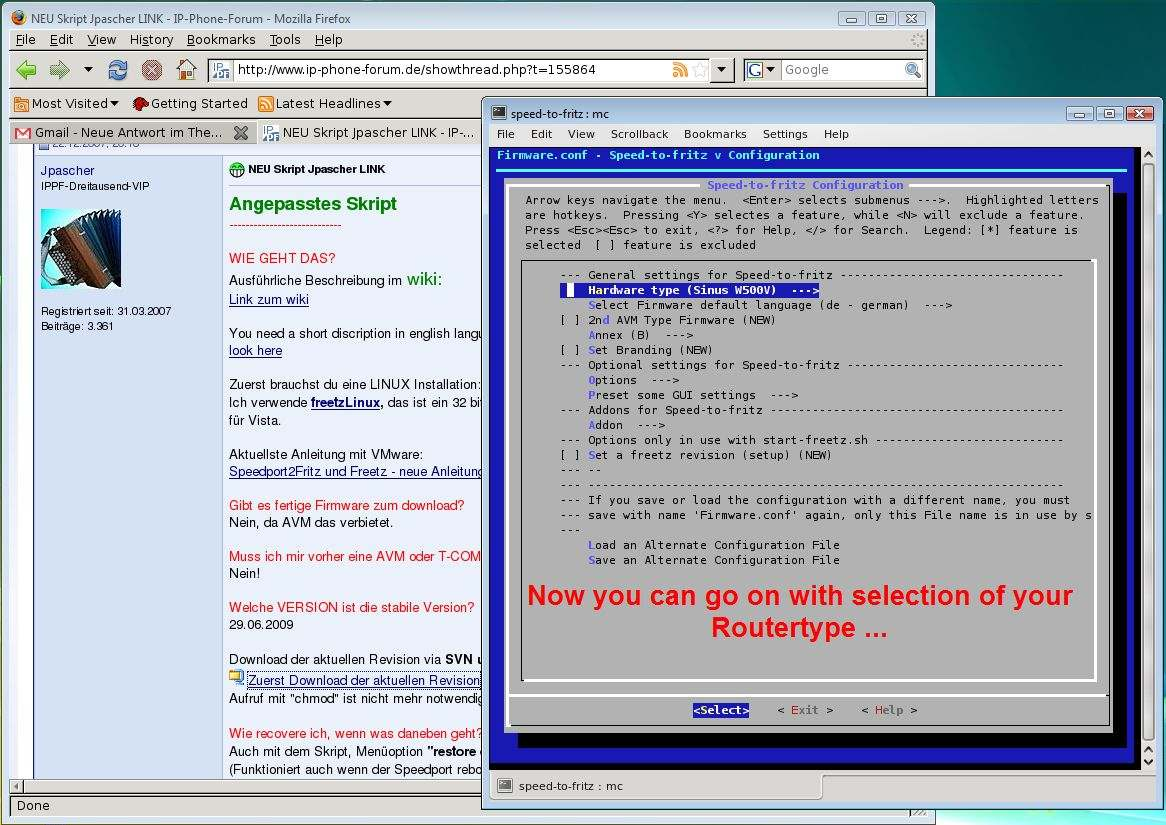
Firefox und Speed-to-fritz-Menü auf dem speedLinux-Desktop

## Sonstiges

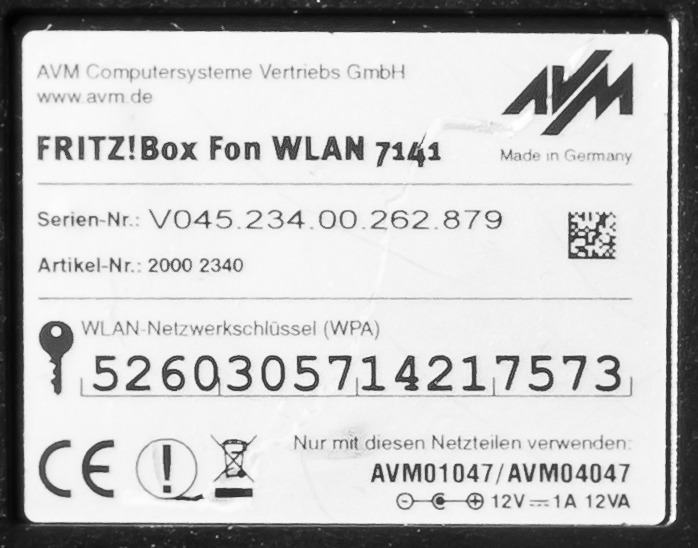
Typenschild einer Fritz!Box Fon WLAN 7141 mit WPA-Schlüssel und Seriennummer